# Modo frigio

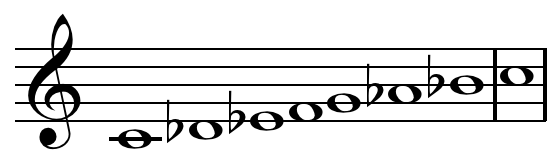
Modo frigio moderno en do..

Modo frigio en música puede hacer referencia a tres conceptos distintos relacionados con escalas debido a confusiones históricas en la transcripción:
- uno de los harmoniai o tonoi griegos basado en una especie de octava concreta, la octava re'–re.
- uno de los modos eclesiásticos medievales, también llamado modo III, deuterus authenticus o modo auténtico de mi.[2]
- una escala diatónica modal moderna, relacionada con el modo medieval.

## Modo frigio griego

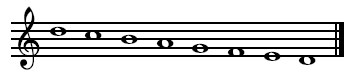
Modo frigio griego en re.

En la teoría musical de la antigua Grecia es más apropiado emplear los términos harmonia o tonos (en plural harmoniai o tonoi), ya que la palabra «modo» es un término latino posterior. Así pues, el tonos frigio recibe su nombre del reino de Frigia en Anatolia.
Se construye, como el resto de modos auténticos griegos, descendentemente a partir de la nota tónica del modo mediante dos tetracordos idénticos separados por un tono entero. La teoría musical griega distinguía tres géneros de escalas:
- En el género diatónico la interválica descendente de cada tetracordo es tono–tono–semitono.
- En el género cromático la interválica descendente de cada tetracordo es tercera menor–semitono–semitono.
- En el género enarmónico la interválica descendente de cada tetracordo es tercera mayor–cuarto de tono–cuarto de tono.

En su género diatónico está formado por la sucesión de notas que se produce al tocar todas las teclas blancas de un piano de re a re (re do si la | sol fa mi re). Se trata de una escala descendente que va desde la nota paranete diezeugmenon hasta lichanos hypaton. Esta misma secuencia de notas ordenada ascendentemente es equivalente al modo dórico medieval y moderno.
Esta escala, combinada con una serie de característicos comportamientos melódicos y ethoi asociados, constituía la harmonia que recibió el nombre étnico "frigio", referido a los "pueblos no acotados, extáticos de las salvajes regiones montañosas de las tierras altas de Anatolia". Este nombre étnico también fue aplicado por parte de teóricos como Cleonides generando confusión, a una de los niveles de transposición cromática independientemente de la makup interválica de la escala.
|                                         |
| Frigio griego en re (género diatónico). |

|                                                      |
| Frigio griego en mi (género enarmónico). Reproducirⓘ |

## Modo frigio medieval
Durante la Edad Media se llevó a cabo una reorganización del sistema modal, de tal manera que los modos pasaron a ser ascendentes. Se les llama también modos eclesiásticos o gregorianos por ser utilizados en el canto llano litúrgico. Estos modos medievales son una copia de los ocho tonos bizantinos y tomaron sus denominaciones de los modos griegos. La iglesia bizantina desarrolló en sus orígenes un sistema de ocho modos musicales (el oktōēchos), que sirvió como modelo para que los teóricos del canto llano medieval europeo desarrollaran su propio sistema de clasificación modal a partir del siglo IX. El éxito de la síntesis occidental de este sistema con elementos del cuarto libro de la serie De Institutione Musica de Boecio, creó la falsa impresión de que el oktōēchos bizantino era herencia directa de la antigua Grecia.
El término fue usado originalmente para designar a una de las harmoniai tradicionales de la teoría musical griega y tenía varios significados, entre los que se incluía el sentido de una octava formada por ocho sonidos. Este nombre fue tomado por el teórico Ptolomeo del siglo II junto con otros seis para designar sus siete tonoi o tonalidades de transposición. Cuatro siglos más tarde, Boecio interpretó a Ptolomeo en latín, aún con el sentido de tonalidades de transposición en lugar de escalas. Cuando la teoría del canto llano estaba siendo formulada por primera vez en el siglo IX, estos siete nombres más un octavo, hipermixolidio (más tarde sustituido por hipomixolidio), fueron nuevamente reasignados en el tratado anónimo Alia Musica. Uno de los comentarios sobre ese tratado denominado Nova expositio, les dio por primera vez el sentido de especies de octavas diatónicas, o escalas.

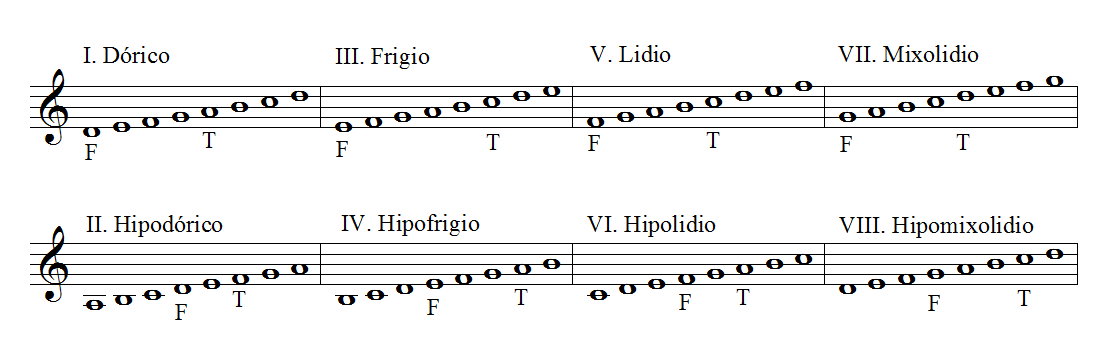
Los ocho modos medievales, la letra «F» indica la finalis y la «T» el tenor.

La denominación «frigio» llegó a ser aplicada a uno de los ocho modos de música eclesiástica medieval: el tercer modo, que además del nombre griego también era conocido como modo III, deuterus authenticus o modo auténtico de mi.
La nota más importante de un modo era la finalis en la cual concluye; le sigue en importancia la nota de repercusión que era aquella en la que se desarrollaba la salmodia o recitación. En el modo frigio la finalis era mi y la nota de repercusión era do. Esta construcción teórica medieval es el modo auténtico de mi, que es la octava diatónica que va mi a mi. La nota si marca la separación, de tal manera que hay un pentacordo semitono–tono–tono–tono seguido de un tetracordo semitono–tono–tono (mi–fa–sol–la–si | (si)–do–re–mi). El ambitus de este modo se extiende hasta un tono por debajo hasta re. El sexto grado, do, que es el tenor del correspondiente tono del tercer salmo ha sido considerado por la mayoría de los teóricos como la nota más importante después de la final. Aunque el teórico Johannes Tinctoris del siglo XV entendía que el cuarto grado la, podía considerarse en su lugar.
Colocando los dos tetracordos juntos y el único tono al principio de la escala se genera el modo hipofrigio que quiere decir literalmente "bajo el frigio" (sol | la–si–do–re | (re)–mi–fa–sol).

## Modo frigio moderno

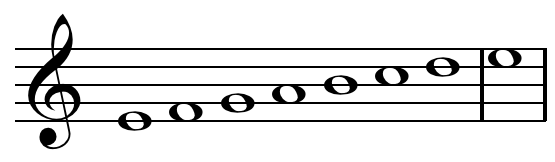
Modo frigio moderno en mi.

El modo frigio moderno o modo de mi, por el contrario, es una escala diatónica estricta que puede componerse de forma sencilla a partir las teclas blancas del piano de mi a mi, así como cualquier transposición de su patrón de intervalos ascendente (S–T–T–T–S–T–T).
En la música moderna occidental desde el siglo XVIII en adelante, el modo frigio se relaciona con la escala menor natural, también conocido como modo eólico, aunque la escala frigia se diferencia por su segundo grado, que es un semitono más bajo que el de la escala eólica. A continuación se presenta el modo frigio construido sobre mi o mi frigio con los correspondientes grados tonales ilustrando de qué manera pueden ser alterados los modos mayor y menor actuales para generar el modo frigio.
```
Mi frigio

Modo: 
mi fa sol la si do re mi

Mayor: 
1
 
♭
2
 
♭
3
  
4
  
5
  
♭
6
 
♭
7
  
1

Menor: 
1
 
♭
2
  
3
  
4
  
5
  
6
  
7
  
1
```

Ejemplos de construcción del modo frigio:
- Modo frigio en do: relacionado con la escala de la bemol mayor (do–re♭–mi♭–fa–sol–la♭–si♭–do)
- Modo frigio en re: relacionado con la escala de si bemol mayor (re–mi♭–fa–sol–la–si♭–do–re)
- Modo frigio en mi: relacionado con la escala de do mayor (mi–fa–sol–la–si–do–re–mi)
- Modo frigio en fa: relacionado con la escala de re bemol mayor (fa–sol♭–la♭–si♭–do–re♭–mi♭–fa)
- Modo frigio en sol: relacionado con la escala de mi bemol mayor (sol–la♭–si♭–do–re–mi♭–fa–sol)
- Modo frigio en la: relacionado con la escala de fa mayor (la–si♭–do–re–mi–fa–sol–la)
- Modo frigio en si: relacionado con la escala de sol mayor (si–do–re–mi–fa♯–sol–la–si)

### Usos

#### Escala frigia dominante
Una escala frigia dominante se origina elevando el tercer grado del modo frigio. La frigia dominante también se conoce como escala doble armónica menor o escala gitana española, porque recuerda las escalas que se pueden encontrar en el flamenco. La música del flamenco utiliza la escala frigia junto con una escala modificada que recuerda al sistema arábico de modos llamado maqam. Esta escala es igual que la frigia dominante pero con el sexto grado mayor, y una configuración bimodal que utiliza tanto la opción mayor como la menor en los grados segundo y tercero.
```
Mi frigio dominante

Modo: 
mi fa sol
♯
 la si do re mi

Mayor: 
1
  
♭
2
  
3
  
4
  
5
 
♭
6
 
♭
7
  
1

Menor: 
1
  
♭
2
 
♯
3
  
4
  
5
  
6
  
7
  
1
```

#### En jazz
En el jazz contemporáneo se usa el modo frigio sobre acordes y sonoridades construidas en dicho modo, como el acorde sus4(♭9) que en ocasiones es denominado acorde frigio suspendido. Por ejemplo un solista puede tocar un mi frigio sobre un acorde Esus4(♭9) (mi–la–si–re–fa).

## Otras escalas relacionadas
- Bhairavi, es la thaat o escala equivalente al modo frigio en música clásica india.

## Ejemplos

### Música clásica occidental

#### Antigua Grecia
- El primer Himno délfico, escrito en el año 128 a. C. por el compositor ateniense Limenius, está en los tonoi frigio e hiperfrigio con mucha variación.[17]
- El Epitafio de Seikilos del siglo I está en la especie de octava frigia en género diatónico, en la transposición iastian o baja frigia.[18]

#### Edad Media y Renacimiento
- La variante en canto romano antiguo del introito de Réquiem Rogamus te está en el modo frigio auténtico, o tercer tono.[19][20]
- Las siguientes obras de Josquin des Prés están escritas en modo frigio:

- Mille regretz en el arreglo a cuatro voces.
- Missa Pange lingua
- Praeter rerum seriem motete a seis voces.

- Orlando di Lasso: motete In me transierunt.[21]
- Giovanni Pierluigi da Palestrina: motete Congratulamini mihi.[22]
- Cipriano de Rore: Missa Praeter rerum seriem a siete voces.

#### Barroco
- Johann Sebastian Bach: en sus cantatas conserva el modo frigio de las melodías originales de algunas corales como las siguientes:

- Aus tiefer Not schrei ich zu dir de Lutero en Aus tiefer Not schrei ich zu dir, BWV 38.
- Es woll uns Gott genädig sein sobre una melodía de Matthaeus Greiter (c. 1490–1552), dos veces en Die Himmel erzählen die Ehre Gottes, BWV 76.

- Heinrich Schütz: Pasión según San Juan (1666).[24]
- Dieterich Buxtehude: Preludio en la menor, BuxWV 152, etiquetado como frigio en el catálogo BuxWV.[25][26]

#### Romanticismo
- Isaac Albéniz: en Asturias (Leyenda) se comienza alternando entre el modo menor y el frigio.
- Anton Bruckner:
  - Ave Regina coelorum (1885–88).[22]
  - Pange lingua (segundo arreglo, 1868), WAB 33.[22]
  - Sinfonía n.º 3, pasajes en el tercer movimiento (scherzo) y el cuarto.[22]
  - Sinfonía n.º 4 (tercera versión, 1880) Finale.[22]
  - Sinfonía n.º 6, movimientos primero, tercero (scherzo) y cuarto.[22]
  - Sinfonía n.º 7, movimiento primero.[22]
  - Sinfonía n.º 8, movimientos primero y cuarto.[22]
  - Tota pulchra es Maria (1878).[22]
  - Vexilla regis (1892).[22]
- Ralph Vaughan Williams: Fantasía sobre un tema de Thomas Tallis, basada en un arreglo del Salmo 2 "Why fum'th in fight" escrito por Thomas Tallis en 1567.[27]

#### Música clásica contemporánea
- John Coolidge Adams: Phrygian Gates.[28]
- Samuel Barber:

- Adagio para cuerdas, Op. 11.
- "I Hear an Army" de Three Songs, Op. 10.

- Philip Glass: el aria final de Satyagraha.[30]

### Bandas Sonoras Originales
- Howard Shore, "Prologue" que acompaña la secuencia inicial de la película El Señor de los Anillos: la Comunidad del Anillo.[31]

### Música popular urbana

#### Jazz
- "Solea" de Gil Evans del disco Sketches of Spain.[32]

#### Rock
- "God Of War" de Velvet Darkness del disco Nothing But Glory.[cita requerida]